# Xane D'Almeida
Xane D'Almeida (nacido el 21 de enero de 1983 en París) es un jugador de baloncesto francés con pasaporte senegalés que actualmente pertenece a la plantilla del Étoile de Charleville-Mézières de la NM1, la tercera división francesa. Con 1,83 metros de altura juega en la posición de Base. Es internacional absoluto con Senegal.

## Trayectoria profesional

### ÉB Pau-Orthez
Dio sus primeros pasos en el Pau-NE antes de entrar en 1999 en el centro de formación del ÉB Pau-Orthez. Con el equipo filial del Pau-Orthez fue campeón de Francia en 2001, 2002 y 2003, campeón del Trophée du Futur en 2002 y 2004 y campeón de la Copa Sur-Oeste en 2002, 2003 y 2004.
En la temporada 2003-2004, compaginando el filial con el primer equipo del ÉB Pau-Orthez, fue campeón de la Pro A, aunque no jugó ningún partido con el primer equipo en toda la temporada.
En la siguiente temporada (2004-2005), ya era jugador a todos los efectos del primer equipo del ÉB Pau-Orthez. Jugó 23 partidos de liga con un promedio de 3,4 puntos y 2,1 asistencias en 12 min. Esa misma temporada jugó 4 partidos de play-offs, promediando 2,3 puntos (50 % en triples) en 6 min.
Jugó también las siguientes tres temporadas (2005-2006, 2006-2007 y 2007-2008) en las filas del ÉB Pau-Orthez. Volvió a disputar los play-offs en la temporada 2005-2006 , jugando 5 partidos con un promedio de 2,4 puntos, 1,6 rebotes y 1,4 asistencias en 14 min, acabando en liga con un excelente 48,6 % en triples. En 2007 fue campeón de la Copa de baloncesto de Francia.
Disputó las Euroliga 2004-05, 2005-06 y 2006-07 con ÉB Pau-Orthez. Jugó un total de 40 partidos de Euroliga entre las tres temporadas, promediando 2,6 puntos (42,9 % en triples en la 2004-05 y 41,2 % en la 2006-07), 1 rebote y 1,5 asistencias en 12 min de media. También disputó la Copa ULEB 2007-08, jugando 9 partidos con un promedio de 2,2 puntos, 1,9 rebotes y 1,9 asistencias en 14,4 min de media.
Disputó un total de 108 partidos de liga con el cuadro de Pau, promediando 3,3 puntos, 1,1 rebotes y 2 asistencias en 13,2 min de media. En play-offs disputó un total de 9 partidos con un promedio de 2,3 puntos y 1,1 asistencias en 10 min de media.

### CSP Limoges
Después de diez años en el ÉB Pau-Orthez, fichó por el histórico francés CSP Limoges para la temporada 2008-2009, que por entonces jugaba en la Pro B, la segunda división francesa. Llegó con el equipo a la final de los play-offs de ascenso a la Pro A, pero fueron derrotados por el Union Poitiers Basket 86. En los 17 partidos de liga que disputó, promedió 3,8 puntos, 1,3 rebotes y 2,6 asistencias en 15 min, mientras que en los 5 partidos de play-offs que jugó, promedió 5 puntos, 1,4 rebotes y 3,4 asistencias en 18 min.

### JDA Dijon
Firmó para la temporada 2009-2010 por el JDA Dijon, club que jugaba en la Pro A, pero que descendió esa temporada tras quedar en la 16.ª y última posición. Disputó 23 partidos de liga con un promedio de 5,2 puntos, 2,9 rebotes, 3 asistencias y 1,1 robos de balón en 23 min.

### Retorno al CSP Limoges
EL CSP Limoges anunció su vuelta para la temporada 2010-2011. El equipo estaba en la Pro A, pero descendió tras quedar también en la 16.ª posición. Quedó subcampeón de la Copa de baloncesto de Francia tras perder en la final por 79-71 contra el Élan Sportif Chalonnais. Disputó 28 partidos de liga con un promedio de 2,2 puntos, 1,5 rebotes y 1,7 asistencias en 13 min.

### Union Tarbes-Lourdes Pyrénées Basket
Tras dos años sin jugar, en 2013 firmó por el Union Tarbes Lourdes Pyrénées Basket de la Nationale Masculine 1, la tercera división francesa, permaneciendo actualmente en el club. 
En su primera temporada (2013-2014) consiguió 4 MVP's de la jornada (J 20, 28, 30 y 33) y a final de temporada fue elegido mejor jugador nacional del año de la NM1, en el mejor quinteto de la NM1 y en el mejor quinteto de jugadores nacionales de la NM1. Jugó 33 partidos de liga con un promedio de 11,4 puntos (51,2 % en tiros de campo), 4,2 rebotes, 7,7 asistencias y 1,8 robos de balón en 32,3 min, siendo el máximo asistente de la liga y el 9º en robos.
En su segunda temporada (2014-2015), jugó 23 partidos con un promedio de 9,4 puntos, 3,5 rebotes, 6,2 asistencias y 1,6 robos de balón en 29 min y a final de temporada recibió una mención honorable NM1 por Eurobasket.com. Finalizó como el 3º máximo asistente de la liga y el 8º en robos.

## Selección Senegalesa
Tras jugar con las categorías inferiores de la selección de baloncesto de Francia, es internacional absoluto con la selección de baloncesto de Senegal desde 2010, cuando disputó la fase de clasificación para AfroBasket 2011, consiguiendo Senegal clasificarse.
Disputó el AfroBasket 2011, celebrado en Antananarivo, Madagascar, donde Senegal quedó en 5ª posición. Jugó 7 partidos con un promedio de 3,4 puntos, 1,9 rebotes y 4 asistencias en 18 min, siendo el máximo asistente de su selección y el 5º de todo el torneo.
No disputó el AfroBasket 2013 en el que Senegal consiguió la medalla de bronce, pero fue convocado para la disputa de la Copa Mundial de Baloncesto de 2014 celebrada en España, finalizando Senegal en 16.ª posición. Jugó 6 partidos con un promedio de 7,8 puntos, 2,7 rebotes y 5,3 asistencias en 26,2 min. Fue el 4º máximo anotador de su selección, el 5º en rebotes y el máximo asistente, siendo el 2º máximo asistente de todo el torneo, solo por detrás de Petteri Koponen.
Disputó el AfroBasket 2015, celebrado en Radès, Túnez, donde Senegal quedó en 4ª posición tras perder por 82-73 contra la anfitriona selección de baloncesto de Túnez en el partido por el bronce. Jugó 7 partidos con un promedio de 9,1 puntos, 3,4 rebotes, 7,4 asistencias y 1 robo en 35,4 min. Fue el máximo asistente de su selección y el 4º máximo anotador y reboteador, siendo el máximo asistente de todo el torneo y el 4º en min por partido.